# Laguna Chepical
La laguna Chepical es un cuerpo de agua superficial natural ubicado en la cuenca alta del río La Ligua a 3500 m s. n. m. en la Región de Valparaíso. Vierte sus aguas al río Alicahue a través de un emisario. A fines del siglo XIX se construyó un muro para acrecentar las reservas de agua con lo que pasó a ser también un embalse con una capacidad de 3,7 hm³, que benefician a pequeños y medianos agricultores del Valle de Alicahue y La Ligua.

## Historia
Luis Risopatrón lo describe en su Diccionario jeográfico de Chile (1924):
Chepical (Laguna). Pequeña, se encuentra en las faldas S del cordón de cerros que se levantan entre las partes superiores de las quebradas del Sobrante i de Alicahue.

## Población, economía y ecología
Tiene ingreso restringido por lo que se debe solicitar permiso a la (disuelta) Sociedad Agrícola de Alicahue para acceder al sitio. Su acceso es a través de la cuesta Los Monos, el estado del camino no está en buen nivel y su acceso se dificulta mayormente en invierno debido a que se  encuentra en una zona cordillerana, por lo que la presencia de constantes nevazones produce la paralización del camino. La distancia a la localidad más cercana es de 60 km. (Los Perales) y se encuentra a unos 99 km de Cabildo.